# Sterbekasse der Kommunalen Versorgungskassen Kurhessen-Waldeck
Die KVK Sterbekasse ist eine Sterbekasse für den öffentlichen Dienst in der Rechtsform einer Anstalt des öffentlichen Rechts mit Sitz in Kassel.

## Aufbau und Organisation
Die KVK SterbeKasse bildet zusammen mit der
- KVK BeamtenVersorgungsKasse und der
- KVK ZusatzVersorgungsKasse

den Unternehmensverbund KVK Kommunale Versorgungskassen Kurhessen-Waldeck.

## Versicherte
Versicherungen können Beamte sowie Arbeitnehmer und Auszubildende im öffentlichen Dienst abschließen, des Weiteren deren Ehegatten, eingetragenen Lebenspartner und Kinder.

## Aufgaben
Die Versicherung hat die Aufgabe, den Angehörigen verstorbener Versicherter eine einmalige Beihilfe zur Deckung der durch den Todesfall entstehenden Kosten zu zahlen (Todesfallvorsorge).

## Aufsicht
Versicherungsaufsichtsbehörde ist das Hessische Ministerium für Wirtschaft, Verkehr und Landesentwicklung.